# 同心结属
同心结属（学名：Parsonsia）是夹竹桃科下的一个属，为攀援灌木植物。该属共有约100种，分布于热带亚洲和大洋洲。